# Relaciones Cuba-Marruecos
Las relaciones Cuba-Marruecos son las relaciones entre la República de Cuba y el Reino de Marruecos.

## Historia
En 1980 surgió una crisis diplomática entre los dos países. Así, Cuba oficialmente reconoció la independencia de la República Árabe Saharaui Democrática, lo que tuvo como consecuencia el deterioramiento de las relaciones diplomáticas. Porque Marruecos considera el Sáhara Occidental como parte integrante de él y considera posible concederle un amplio estatuto autónomo dentro del reino.
El restablecimiento de las relaciones diplomáticas se produjo sólo después de 37 años: en abril de 2017. La ceremonia de firma del acuerdo se realizó en Nueva York , y los representantes de ambos países ante la ONU, Anayansi Rodríguez Camejo y Omar Hilal, firmaron un tratado.